# Ligue régionale Grand Est de rugby
La Ligue régionale Grand Est de rugby est un organe fédéral dépendant de la Fédération française de rugby créé en 2017 et chargé d'organiser les compétitions de rugby à XV et à sept au niveau de la région Grand Est.

## Histoire
Les clubs alsaciens et lorrains de rugby étaient historiquement regroupés au sein d'un comité territorial unique mais le comité Alsace-Lorraine est scindé en deux comités distincts le 1er juillet 2012.
Conséquence de la réforme territoriale des régions, le ministère de la Jeunesse et des Sports impose à la FFR de calquer son organisation territoriale sur celle des nouvelles régions. C'est ainsi que naît la Ligue du Grand Est issue de la fusion du comité d'Alsace, de Lorraine et d'une partie des comités Bourgogne, Flandres et d'Île-de-France.
| - Carte des comités territoriaux en 2010. - Carte des ligues régionales depuis 2018. |

Les ligues sont créées début octobre et reprennent les missions des comités territoriaux au 1er juillet 2018. Les statuts de la Ligue sont signés le 16 octobre 2017 à Marcoussis par Bernard Laporte et Alain Derory, désignés membres fondateurs de la ligue par la FFR.

## Structures de la ligue

### Identité visuelle

Premier logo de la ligue (2018)
Logo de la ligue d'octobre 2018 à juin 2019
Logo de la ligue depuis le 28 juin 2019

### Liste des présidents
- 9 décembre 2017 - 2 novembre 2024 : Armando Cutone
- Depuis le 2 novembre 2024 : Joël Terrier

### Élections du comité directeur
Le premier comité directeur de 24 personnes est élu le 9 décembre 2017. Armando Cutone, président sortant du comité Alsace, et Joël Terrier, président sortant du comité Lorraine, sont candidats à la présidence. Armando Cutone est soutenu par Bernard Laporte, président de la Fédération française de rugby.
Après le premier vote électronique décentralisé de l'histoire du rugby français, la liste menée par Armando Cutone obtient 52,53 % des voix, soit 19 sièges, contre 47,17 % des voix pour Joël Terrier (5 sièges). Armando Cutone devient ainsi le premier président de la ligue.
Le comité directeur est renouvelé le 7 novembre 2020, un mois après le renouvellement de celui de la FFR. En mars 2020, Armando Cutone annonce à la presse régionale qu'il ne se représentera pas à la présidence de la ligue s'il est réélu adjoint dans sa commune de Lipsheim aux élections municipales. Candidat en 3e position sur la liste du maire sortant René Schaal, cette liste remporte l'élection et Armando Cutone reste adjoint au maire en conservant ses attributions sur la vie associative, sportive et la sécurité. Comme en 2017, Joël Terrier est candidat à la présidence de la ligue. Il est également membre de la liste de Florian Grill en 34e position lors des élections fédérales. Pascale Mercier, en 3e position sur la liste de Florian Grill et ainsi élu au comité directeur de la FFR, est également membre de son équipe. Armando Cutone est finalement candidat à sa propre succession. Il est toujours accompagné de Patrice Dumoulin, fraîchement réélu au comité directeur de la FFR sur la liste de Bernard Laporte. La liste d'Armando Cutone arrive en tête avec 60,14 % des voix en sa faveur. Vingt membres de sa liste sont élus au comité directeur tandis que la liste de Joël Terrier obtient quatre sièges. Armando Cutone reste président de la ligue tandis que Patrice Dumoulin est président délégué.
En 2024, Joël Terrier et George Winckler mènent chacun une liste pour les élections régionales. Joël Terrier et sa liste Réussir Ensemble l’Oval’Est, soutenus par le président de la FFR Florian Grill, l'emportent avec 55,22 % des voix.

### Dirigeants
Directeur général des services
- Depuis 2024 : Paul Messi[13]

Directeur technique
- Depuis 2018 : Mickaël Lopata

Directeur de l'arbitrage
- 2021-2023 : Laurent Marciniak[14]
- Depuis 2023 : Marc Labarelle[15]

## Les clubs de la ligue au niveau national

### Meilleurs clubs de la Ligue par saison
Le meilleur club de la ligue est le club qui arrive le plus loin en phases finales dans la compétition nationale de plus haut échelon. En cas d'égalité (même compétition et même résultat en phases finales), le meilleur club est celui qui a marqué le plus de points au cours de la saison régulière.
Clubs masculins
Clubs féminins
La couleur de l'axe indique la division dans laquelle évolue le club :
- 1re division.
- 2e division.
- 3e division.
- 4e division.
- Divisions inférieures.

### Clubs masculins évoluant dans les divisions nationales
Aucun club de la ligue Grand Est n'évolue dans les six premières divisions nationales en 2024-2025.
Huit clubs évoluent en Fédérale 3:
- Colmar rugby club
- Rugby Épernay Champagne
- CR Illkirch-Graffenstaden
- FC Haguenau rugby
- RC Metz
- Sport athlétique verdunois rugby
- Strasbourg Alsace rugby
- COS Villers-lès-Nancy rugby

### Clubs féminins évoluant dans les divisions nationales
| \| Légende · Elite 1 · Elite 2 · Fédérale 1 · Fédérale 2 CR Illkirch-Graffenstaden Nancy Seichamps Rugby Storkas Thann Mulhouse Stade Reims AS Cheminots de Strasbourg \| Clubs féminins évoluant dans des divisions nationales en 2024-2025. |
| Légende · Elite 1 · Elite 2 · Fédérale 1 · Fédérale 2 CR Illkirch-Graffenstaden Nancy Seichamps Rugby Storkas Thann Mulhouse Stade Reims AS Cheminots de Strasbourg                                                                           |

## Palmarès des compétitions régionales
| Saison    | Niveau      | Champion                         | Comité départemental | Score | Finaliste                            | Comité départemental |
| --------- | ----------- | -------------------------------- | -------------------- | ----- | ------------------------------------ | -------------------- |
| 2022-2023 | Régionale 1 | Rugby champagne St-André-Vergers | Aube                 | 45-27 | Tygre rugby                          | Moselle              |
| 2022-2023 | Régionale 2 | Rugby US Hayange                 | Moselle              | 38-17 | AS des cheminots de Strasbourg rugby | Bas-Rhin             |
| 2022-2023 | Régionale 3 | RCS Vittellois                   | Vosges               | 24-20 | Entente Saint-Avold-Sarreguemines    | Moselle              |

| Club                             | Titres régionaux |
| -------------------------------- | ---------------- |
| Rugby champagne St-André-Vergers | 1                |
| Rugby US Hayange                 | 1                |
| RCS Vittellois                   | 1                |

| Comité départemental | Titres régionaux |
| -------------------- | ---------------- |
| Aube                 | 1                |
| Moselle              | 1                |
| Vosges               | 1                |